# Liste der Monuments historiques in Talensac
Die Liste der Monuments historiques in Talensac führt die Monuments historiques in der französischen Gemeinde Talensac auf.

## Liste der Bauwerke
| Bezeichnung                    | Beschreibung                               | Standort | Kennzeichnung | Schutzstatus | Datum | Bild |
| ------------------------------ | ------------------------------------------ | -------- | ------------- | ------------ | ----- | ---- |
| Domaine d’Artois               | auch auf dem Gebiet der Gemeinde Mordelles | (Lage)   | PA35000058    | Inscrit      | 2014  |      |
| Mégalith Le Grès de Saint-Méen |                                            | (Lage)   | PA00090887    | Classé       | 1926  |      |

## Liste der Objekte
- Monuments historiques (Objekte) in Talensac in der Base Palissy des französischen Kultusministeriums